# Iglesia de Porto Covo
La iglesia de Porto Covo (en portugués, igreja de Porto Covo) es un templo católico construido a finales del siglo XVIII en Sines, en la región de Alentejo (Portugal). Las líneas austeras de la iglesia son una hibridación morfológica de los estilos empleados durante el reinado de la monarca María I. En la tipología generalizada de la arquitectura regional, los elementos barrocos son evidentes en los dinteles y las curvas recortadas, enmarcadas en una composición que es, generalmente, más rígida que en el diseño del frontón.

## Arquitectura
La iglesia, obra del arquitecto Joaquim Guilherme d'Oliveira, se ubica en la plaza Largo Marquês de Pombal, alineada con una fila de árboles y un jardín central. El templo es un edificio poco habitual en la región, importante por los detalles del conjunto y la composición, incluyendo pináculos y un arco de triunfo, difiere de las características de otras iglesias del mismo tamaño en la zona.
Tiene una planta longitudinal, formada por una nave y un presbiterio más estrecho, con sacristía lateral y espacios articulados con azulejos. La fachada principal está orientada hacia el norte, definida por esquinas acentuadas, un frontón rematado por una cruz (apoyada en un zócalo de mampostería) y urnas de piedra sobre frisos que coronan las esquinas. El portal de la iglesia es un marco arqueado, rematado por una gran ventana con un reborde semicircular ornamentado.

### Interior
La nave única está revestida en madera, con un zócalo inferior en azulejo azul y blanco. Dentro de este espacio, enmarcado por el mismo portal y el ventanal, a la derecha, se encuentra una pila para agua bendita, a la vez que un arco triunfal enmarcado en cantería, con pilastras y escalón único. El presbiterio está cubierto con una bóveda de medio punto, con cornisa, mientras que el altar mayor está precedido por dos gradas y enmarcado dentro de un retablo dorado. Un nicho central redondeado está flanqueado por pilastras con volutas. A ambos lados hay ménsulas y falsos nichos dorados y pintados. En la pared izquierda hay una puerta de acceso a la sacristía. La iglesia está construida principalmente en mampostería de piedra y mortero, enlucida y encalada, con la portada y elementos secundarios en piedra.